# I. Bermudo asztúriai király
I. (Diakónus) Bermudo (?, 750 –‎ Oviedo, 797), akinek a nevét Vermudo formában is szokták írni, Asztúriának a Kantábriai-házból származó királya 788-tól lemondásáig, 791-ig.
Nagyapja, Péter Kantábria hercege, innen ered a dinasztia elnevezése. Apja, Fruela herceg, I. (Katolikus) Alfonz királynak a testvére, szintén Kantábria hercege. I. Bermudo testvére, Aurelio 768-tól 774-ig volt Asztúria királya. 788-ban, Mauregato halálakor a nemesek az akarata ellenére választották királynak és házasságkötésre is kényszeríttették. I. Bermudo előneve a királlyá választása előtti egyházi pályafutására utal.
Amikor 791-ben a mórok Asztúriára támadtak, vereséget szenvedett tőlük. Még ebben az évben lemondott a trónról I. (Kegyetlen) Fruela király addig mellőzött fiának, II. (Tiszta, Szemérmes) Alfonznak a javára. I. Bermudo a haláláig békességben élt utódának az udvarában, mint a király tanácsadója, a gyermektelen II. Alfonz halála után pedig I. Bermudónak és feleségének (egyik forrás szerint Numilának, másik forrás szerint Ursindának) a fia, I. Ramiro lett Asztúria királya.
Egyes szerzők lehetségesnek tartják, hogy az ő fia lehetett Vímara Peres, a portói grófság első grófja, Portugália megalapítója.